# Миськів Мар'ян Григорович
Миськів Мар'ян Григорович (нар. 2 серпня 1947, с. Межигір'я) — український вчений у галузі кристалохімії неорганічних сполук, доктор хімічних наук, професор Львівського національного університету імені Івана Франка.

## Життєпис
Миськів Мар'ян Григорович народився 2 серпня 1947 р. в с. Межигір'я Монастириського району Тернопільської області, у родині священика та вчительки. Любов до хімії проявилася ще в школі, тому заняття з хімії нерідко продовжувалися в домашній лабораторії. Після закінчення школи вступив на хімічний факультет Львівського державного університету. У студентські роки потяг до експериментальної роботи взяв гору і, крім занять, Мар'ян почав займатися науковою роботою. У 1969 р., після закінчення з відзнакою хімічного факультету, Мар'ян Григорович, перебуваючи в аспірантурі, почав дослідження кристалічних структур тернарних силіцидів рідкісноземельних металів, що завершилося захистом 1973 р. кандидатської дисертації. У тому ж році почав працювати асистентом на кафедрі неорганічної хімії Львівського державного університету. Більше того, Мар'ян Григорович змінив напрям досліджень і почав вивчати комплексоутворення сполук Купруму з алільними похідними органічних сполук. У 1972–73 рр. Мар'ян Григорович працював молодшим науковим співробітником, 1973–79 асистентом кафедри неорганічної хімії.
Важливим етапом життя молодого науковця було стажування у Вроцлавському університеті (Польща) впродовж 1974—1975 рр. під керівництвом професора Тадеуша Глов'яка. Разом з новими ідеями це стажування привело до щільної наукової співпраці з хімічним факультетом Вроцлавського університету. У 1979—1993 рр. обіймав посаду доцента.
У 1991 р. здобув звання доктора хімічних наук, захистивши в Інституті загальної та неорганічної хімії імені М. С. Курнакова дисертацію (Синтез та кристалохімія олефінових і ацетиленових p-комплексів галогенідів міді(І). У 1993 призначений професором-дослідником, а у 1995 професором кафедри неорганічної хімії.
Читає курси: «Вибрані розділи кристалохімії неорганічних сполук», «Хімія координаційних сполук», «Методика викладання хімії». Студенти професора Миськіва є переможцями та учасниками різноманітних конкурсів, та наукових конференцій.

## Наукові досягнення
Результатом багаторічної плідної праці Мар'яна Григоровича є — близько 300 наукових праць, 6 патентів та авторських свідоцтв, присвячених вивченню координаційних сполук Сu(I, ІІ) та Ag(I) з циклічними та ациклічними органічними лігандами та вивчення умов синтезу таких комплексів і дослідження їх кристалохімії. Під керівництвом професора захищено одинадцять кандидатських та дві докторських дисертацій.

## Громадська діяльність
Професор Миськів М. Г. є членом редакційної колегії «Вісника Львівського університету. Серія хімічна», журналу «Chemistry of metals and alloys», член організаційних комітетів низки наукових конференцій, член Комітету кристалографів України та Міжнародної спілки кристалографів.

## Нагороди
- Державна премія в галузі науки і техніки (2007), за працю « Координаційна хімія супрамолекулярних сполук» (у співавторстві).
- Заслужений професор Львівського університету ім. І. Франка (2005).

## Вибрані публікації
- Слывка Ю. И., Мыхаличко Б.М, Мыськив М. Г., Давыдов В. Н. π-Комплексы меди(І) с 2-бутин-1,4-диолом. Синтез и кристаллическая структура π-комплекса (2-ampH)[CuCl2(HOCH2C≡CCH2OH)](2-ampH+ — катион 2-амино-пиридиния)// Коорд. химия, 2008. –Т34, № 8, С.626 630.
- Павлюк А. В., Кинжибало В. В., Лис Т., Мыськив М. Г. Координационные соединения роданида меди(I) c N-аллилхинолинием: синтез и кристаллическая структура комплексов [C9H7N(C3H5)]Cu(SCN)2 и [C9H7N(C3H5)]Cu2(SCN)3// Коорд. химия. 2008. Т34, № 10. С.764 769.
- Slyvka Yu., Kinzhybalo V., Lis T., Mykhalitchko B., Mys'kiv M. Copper(I) π-complexes with 2-butyne-1,4-diol. Synthesis and crystal structure of Na[CuCl2(HOCH2C≡CCH2OH]∙2H2O// Z. Anorg. Allgem. Chemie. 2008. V.634, N.4. Р.626-628.
- Горешник Е. А., Мыськив М. Г. Купро(I)-π-комплексы с 1-алилокси-бензо-триазолом. Синтез и кристаллическая структура соединений состава [Cu(C6H4N3(OC3H5))2(H2O)]BF4 и [Cu(C6H4N3(OC3H5)(CF3COO)]// Коорд. химия. 2008. Т34, № 11, С.826 830.
- Goreshnik E.A., Mazej Z., Karpiak V.V., Mys'kiv M.G. Anions change as a tool for structural design: synthesis and crystal structure of copper(I) trifluoroacetate and tetrafluoroborate with 3-[2-morfolino-4-oxo-4,5-dihydro-1,3-thiazole-s-glidene) methyl-henoxypropene//Acta Chimica 2008. -V.55. –P.775-778.
- Zaharko O., Mesot J., Salguero L.A., Valenti R., Zbiri M., Johnson M., Filinchuk Y., Klemke B., Kiefer K., Mys'kiv M., Strassle T., Mutka H. Tetrehedra system Cu4OCl6daca4: magnetic exchange against molecular vibrations// Phys. Rev. B. 2008. V.77, N P.224408-224419.
- Слывка Ю. И., Кинжибало В. В., Лис Т., Мыхаличко Б. М., Мыськив М. Г. π-комплексы меди(I) с 2-бутин-1,4-диолом. Синтез и кристаллическая структура анионного π-комплекса (pipH2)[CuCl2(HOCH2C≡CCH2OH)]∙H2O (pipH22+ катион пиперазиния)// Коорд. химия. 2009. Т35, № 4, С.311 315.
- Павлюк А. В., Лис Т., Мыськив М. Г. Купро(І) нитратные π-ком¬плексы 1-алильних производных 1-аминопиридина и хинолина: синтез и кристаллическая структура соединений состава [(NH2C5H4N(C3H5))2Cu3Cl3(NO3)2] и [C9H7N(C3H5)Cu(NO3)2]// Коорд. химия. -2009. Т35, № 6, С.458 462.
- Mys'kiv M., Goreshnik E. Diallylbenzimidazolium tetrabromocuprate(II)// Acta Cryst.E. 2008. –V.E64, N –P.m1075.